# Kárpitozás

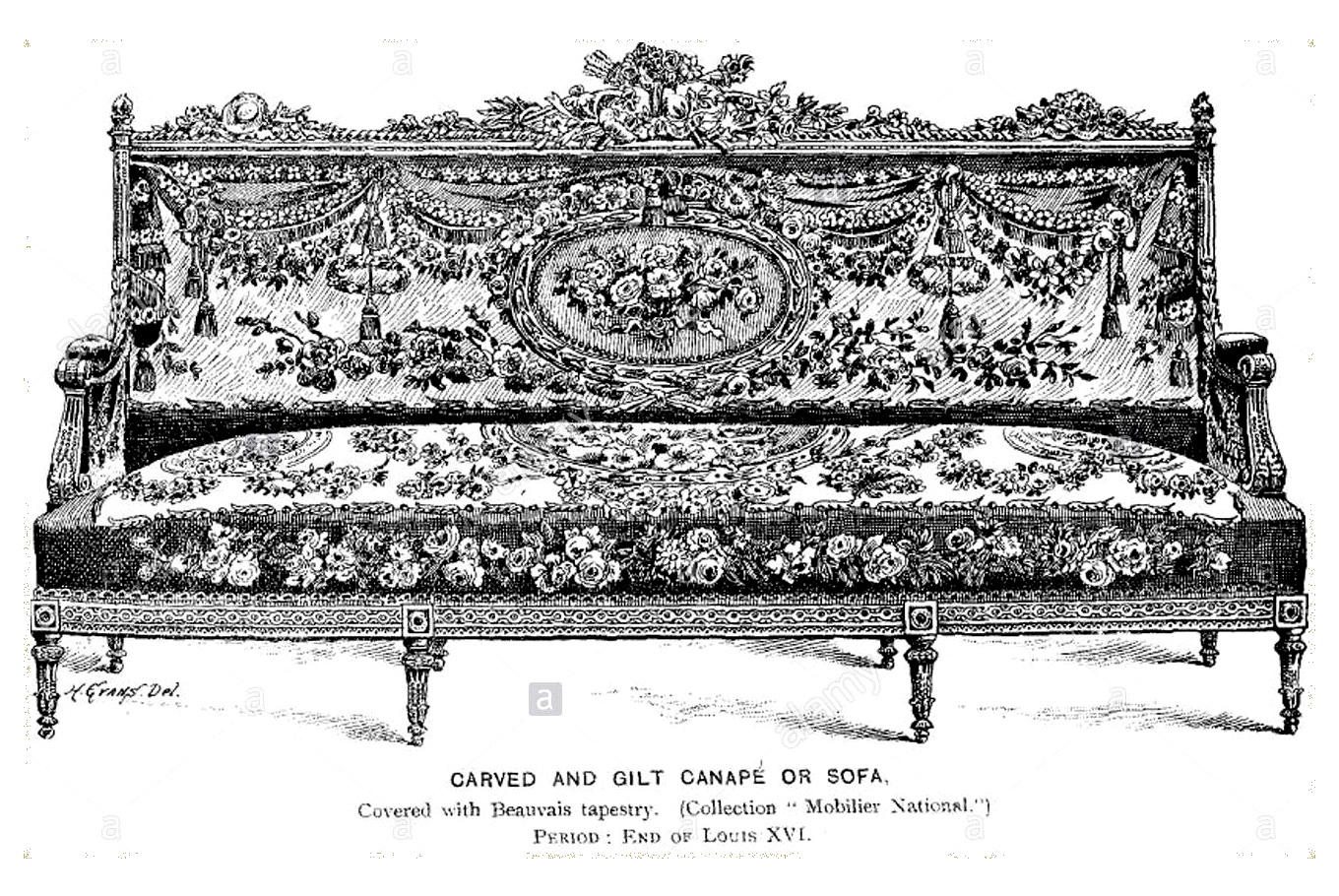
XVI. Lajos korabeli faragott és aranyozott kanapé, Beauvais kárpittal borítva

A kárpitozás az a munkafolyamat, melynek során a kárpitos az ülő- és fekvőbútorokat párnázza, kárpittal bevonja, szükség esetén díszíti, zsinórozza.

## Története
A kárpitosmesterség a reneszánsz idején alakult ki, majd nyert teret magának, ahogy az emberek egyre szívesebben ültek kényelmes kárpitozott kanapékon, párnákon, mint faládákon (cassone), székeken.
A barokk idején aztán a párnázott fabútorokat felváltották a teljesen kárpitozott ülő- és fekvőbútorok, és kialakultak a párnázott, öblös karosszékek, fotelek, kanapék és az egyéb ülőgarnitúrák, amelyek a mai napig használatosak.
A kárpitozás igazi virágkorát a biedermeierben élte, amikor is Georg Junigl 1822-ben szabadalmaztatott egy eljárást, „mellyel tökéletesíti a használatban lévő bútorkárpitozást, a kender saját kezű előkészítésével, és vasrugók felhasználásával a kárpit olyan rugalmas lesz, hogy egyenértékűvé válik a lószőrpárnázással.” Junigl vasrugójának szabadalmával a kárpitozott bútorok divatosabbá és keresettebbé váltak.
Egyre több polgári család lakásában jelentek meg kanapék, ülőbútorok, melyek nagy lehetőséget nyújtottak a kárpitosmesterek képességeinek bemutatására és kibontakoztatására. Eleinte csak az ülőfelület kárpitozása terjedt el, majd olyan kanapék is készültek, melyeknél a kárpitosmunka háttérbe szorította az asztalosmunkát, sőt végül némelynél annyira eltűnt, hogy a bútoron szinte már nem lehetett fát látni. A kárpitosmesterség ezzel teret hódított magának.
A biedermeier újításai és találmányai a kárpitozásban egészen az 1960-70-es évekig voltak használatosak a bútorgyártásban. Ekkor a tűzőgép és a laticel megjelenésével egy új bútorkészítési mód terjedt el. Az addig használt afrik és lószőr helyett a gyorsabb munkavégzés érdekében a kárpitosok szivaccsal készítették el a bútorokat. A régi technológia azonban a mai napig fennmaradt: az antik bútorok restaurálásához a kárpitos manapság is a régen bevált anyagokat használja. Hiába a modern, olcsóbb eljárás, a kárpitosmester munkájának korhűnek kell lennie. Ismernie kell a hagyományos és a modern eljárásokat is, hogy minden bútort a megfelelő módon, hozzáértéssel készíthessen el, varázsolhasson újjá. Így egy kézműves kárpitos munka gyakran felér egy iparművészeti alkotással.

## A kárpitozás, újrakárpitozás főbb lépései
1. Bontás: A kárpitozás legelső lépése a régi kárpit teljes mértékű eltávolítása, azaz a bútorvázig történő bontás.
2. Statikai megerősítés: A favázat (modern bútoroknál fém- vagy egyéb vázat) a kárpitozás következő lépésében megerősítik a statikai pontokon, vagyis gyakorlatilag szétszerelik és újra összerakják, a szükséges részeknél összeragasztják.
3. Hevederezés: Többféle hevederezési mód létezik, ez a munkafolyamat tulajdonképpen az alapozásnak felel meg a kárpitozásban: erős, vastag vászonszalagok stabil keresztfonatának elkészítéséről van szó.
4. Rugózat beépítése: A hevederezésre kerülnek a rugók. Ezeket bevarrják, majd spárgával szorosan lekötik, és speciális rugóvászont húznak rá. A rugózat elkészítésével adják meg a leendő ülő- vagy fekvőfelület formáját.
5. Shoppolás: A kárpitozás e része a tömőanyagok elhelyezését és formázását jelenti. Tömőanyagként a legelterjedtebbek a szivacs, a vatta, az afrik és a lószőr. A tömőanyagot több rétegben terítik és varrják rá az alapra, valamint élvarrással biztosítják a széleken is. Elkészülte után vászonszövettel borítják be, erre fog kerülni a tényleges bútorszövet.
6. Behúzás: A behúzás voltaképpen maga a tényleges – nem szakmabeliek által értett – kárpitozás, azaz a bútor kiválasztott bútorszövettel való borítása. A behúzás során ráfeszítik a huzatot a bútorra, és gondosan rögzítik.
7. Díszítés: Főleg antik bútoroknál fordul elő, hogy a kárpitozás részeként a különféle díszítőelemek is javítása, cserére szorulnak. Ilyen díszítőeljárás például a paszományozott vagy díszszögekkel készült kárpitozás, díszzsinórozás az éleken és beosztásokon, vagy a mélyfűzés. A mélyfűzés talán a legnehezebb kárpitosmunka, amelynek során díszgombok behúzása révén alakítanak ki a bőr vagy bútorszövet felszínén egy négyszögletes, középen besüllyedő mintát.